# 吉岡村 (埼玉県)
吉岡村（よしおかむら）は埼玉県の北部、大里郡に属していた村。

## 歴史
- 1889年（明治22年）4月1日 - 町村制施行に伴い、大里郡万吉（まげち）村・村岡村・平塚新田が合併し、吉岡村が成立する。同日、楊井村が成立し、2村で組合を構成する。
- 1910年（明治43年）3月9日 - 楊井村との組合を解消し合併、改めて吉岡村が発足。
- 1955年（昭和30年）1月1日 - 熊谷市に編入される。